# Erich Robert Sorge
Erich Robert Sorge (6. června 1933 Petrovice, Československo – 18. dubna 2002 Steinfurt, Německo) byl německý církevní hudebník a hudební skladatel.

## Život
Po odsunu z Československa žil v Ottobeurenu a absolvoval lekce klavíru u Mathildy Rüdingerové. Stipendium mu umožnilo studovat na Konzervatoři Leopolda Mozarta v Augsburgu. Vystudoval varhany a skladbu na Hudební univerzitě v Kolíně nad Rýnem u Franka Martina, Hermanna Schroedera a Josefa Zimmermanna, v roce 1962 ukončil oba předměty mistrovskou třídou.
Pracoval jako kantor a sbormistr v kostelech St. Marien v Kolíně nad Rýnem a St. Suitbertus v Remscheidu. V roce byl jmenován 1963 docentem skladby a kontrapunktu v církevní hudební škole v Münsteru. Po uzavření školy přešel na Biskupské gymnázium v Lohburgu a později na Biskupskou Canisiovu školu v Ahausu. Spolu s Heinrichem Fischerem založil v roce 1979 sbor madrigalistů v Laereru. V roce 1980 získal na Kulturní cenu sudetoněmeckého landsmanšaftu za hudbu.
Jeho tvorba zahrnuje kolem 80 skladeb, seznam je uveden v Lexikonu německé hudební kultury Čech, Moravy a Sudetského Slezska (Lexikon zur deutschen Musikkultur Böhmen, Mähren, Sudetenschlesien). Vydavatelství Hochseekuh z Vídně vydává od roku 2012 jeho díla, která se dosud neobjevila v tištěné podobě.

## Dílo
Jako skladatel Sorge navázal na své učitele Heinricha Lemachera a Hermanna Schroedera, kteří spolu s kolínským chrámovým varhanářem Josefem Zimmermannem patřili mezi jeho zvláštní příznivce. První svou skladbu uveřejnil v roce 1954 a během následujících šesti let to bylo dalších 19 děl. Od roku 1960 do roku 1970 napsal 33 skladeb. V letech 1970 až 1981 napsal jen několik sborových vět. Od roku 1981 do roku 1990 vytvořil dalších 20 děl a aranžmá.
Vedle hudby Sorge od konce padesátých let tvořil také jako grafik, a to převážně abstraktní díla.